# TRIO!
TRIO! è stato un supergruppo di genere jazz-fusion acustico attivo nel 2005.
I membri fondatori furono Stanley Clarke (basso), Jean-Luc Ponty (violino elettrico) e Béla Fleck (banjo).
La gran parte del materiale eseguito dal gruppo proveniva dall'album di Ponty The Rite of Strings, con Fleck al banjo al posto di Al Di Meola.
Formato alla metà del 2005, il gruppo si esibì in tour nella East Coast degli USA poi in Canada, Spagna, Svizzera e Paesi Bassi.
Si esibirono anche in numerosi festival fra i quali il Newport Jazz Festival, Montreux Jazz Festival, il JVC Festival di Los Angeles, il Burlington Discover Jazz Festival di Burlington (Vermont), ed il Syracuse Jazz Festival di Syracuse (New York), in tale occasione l'evento venne intitolato, per iniziativa del sindaco, Bela Fleck, Stanley Clarke, and Jean-Luc Ponty Day.